# Geai unicolore
Aphelocoma unicolor
Espèce
Statut de conservation UICN

 LC  : Préoccupation mineure
Le Geai unicolore (Aphelocoma unicolor) est une espèce de passereau de la famille des Corvidae.

## Répartition et habitat
Il est originaire des forêts humides du nord-ouest de l'Amérique centrale, du sud du Mexique et du Honduras.

## Sous-espèces
D'après Alan P. Peterson, il existe les sous-espèces suivantes :
- Aphelocoma unicolor concolor (Cassin) 1848 ;
- Aphelocoma unicolor griscomi Van Rossem 1928 ;
- Aphelocoma unicolor guerrerensis Nelson 1903 ;
- Aphelocoma unicolor oaxacae Pitelka 1946 ;
- Aphelocoma unicolor unicolor (Du Bus de Gisignies) 1847.